# Almirante (Panama)
Pour les articles homonymes, voir Almirante.
Almirante est une ville de la province de Bocas del Toro, au Panama.

## Géographie
Elle est située sur le continent, port de transit vers Bocas del Toro dans l'archipel du même nom dans la mer des Caraïbes, au nord-ouest du Panama.